# داون رايت
داون رايت (بالإنجليزية: Dawn Wright)‏ هي عالمة محيطات أمريكية، ولدت في 15 أبريل 1961.